# Joko fête son anniversaire
Joko fête son anniversaire est un roman de Roland Topor publié en 1969 aux éditions Buchet-Chastel et ayant reçu le prix des Deux Magots l'année suivante.

## Éditions
- Joko fête son anniversaire, éditions Buchet-Chastel, 1969.
- Joko fête son anniversaire, Nouvelles Éditions Wombat, 2016.